# Abdullah Ashini
Abdullah Ashini, ou Abdellah Achini (en berbère : Ɛabdllah Ɛaccini, en arabe : عبد الله عشّينى), est un chanteur libyen de musique libyenne du genre musique berbère. Il est originaire des Aït Willul dans la localité berbérophone de Zouara en Libye.
La langue maternelle du chanteur est le tamazight de Zouara.
Le chanteur est connu et populaire auprès de la communauté berbérophone de Libye, mais aussi écouté d'autres Berbères au-delà des frontières libyennes.
Le chanteur a notamment été arrêté par l'État libyen et le régime de Kadhafi et fait de la prison pour son militantisme en faveur de la cause berbère et de la reconnaissance du peuple berbère.

## Style musical
Les œuvres musicales d'Abdullah Ashini font partie du genre musical berbère. Les chansons du chanteur sont essentiellement en tamazight (berbère).
Les chansons d'Achini mêlent une sonorité vocale berbère traditionnelle à une musique instrumentale modernisée, où les instruments sont plutôt modernes et non traditionnels.

### Musique engagée
La musique du chanteur Abdullah Ashini est une musique engagée et certaines de ses chansons s'inscrivent dans le genre du chant de révolte.
En effet, dans ses réalisations musicales le chanteur libyen traite de la souffrance de la minorité linguistique berbère au sein d'un régime panarabiste jugé oppressif et ethnocidaire, et clame un changement politique visant à reconnaître et respecter les Berbères et berbérophones, reconnaître leurs droits en tant qu'autochtones, ou encore officialiser le berbère en tant que langue nationale et/ou officielle en Libye.

#### Chansons engagées
Le titre de la chanson Thadsa fellannegh (en alphabet berbère latin Taḍsa fell-aneɣ, en alphabet arabe berbère : تضصا فلانغ), littéralement « Rire sur nous » peut être traduit comme « Ils se sont moqués de nous », en référence au régime  Kadhafi .

## Répression politique du régime libyen et affaire en justice
L'artiste berbère avait été traduit en justice[Quand ?] pour des accusations sur le fait qu'il ait participé à un festival de musique berbère aux îles Canaries. Après un procès jugé inéquitable par les défenseurs du chanteur, il a été condamné à 5 ans de prison,,,.
À la suite du procès le chanteur est emprisonné[Quand ?],.
Il lui a été interdit de produire des disques en Libye, avec pour prétexte de la part du camp de Kadhafi une crainte que sa musique pourrait renforcer le mouvement de la minorité indigène (autochtone) berbère du pays.
Parmi les reproches qui lui sont faits par le régime libyen : le fait de ne pas chanter en arabe.
En décembre 2010, Abdullah Ashini a été reconnu par l'État libyen coupable de « migration illégale », accusations que les opposants au régime libyen jugent fallacieuses. Il est accusé de favoriser l'immigration clandestine en Europe. Ashini, dès le début du procès contre lui, nié toutes les accusations. Les journalistes de kabyle.com - un site d'information amazigh kabyle - ont écrit que son principal « crime » est d'avoir participé au Festival de la culture amazighe et de la musique berbère à Las Palmas, aux îles Canaries, en 2008. À son retour, les autorités libyennes lui ont retiré son passeport et l'ont depuis empêché d'entrer voyager à d'autres festivals. De plus, il n'a pas été autorisé à enregistrer aucun album en Libye car il chante dans une langue différente de l'arabe. Le chanteur libyen a entamé une grève de la faim pour attirer l'attention de la communauté internationale, des ONG locales et internationales et des organisations de défense des droits humains,.
Le Congrès Mongial Amazigh a jugé la condamnation du chanteur Ashini par la justice libyenne comme étant « injuste » et « arbitraire » et comme s'inscrivant dans « la politique d'apartheid contre les Amazighs » menée par le régime kadhafien.

En 2011 une requête avait été adressée[Par qui ?] à la commission européenne avec pour objet « Protection des Berbères de Libye », l'interpellant en la questionnant sur le sort des prisonniers libyens Ashini et les frères Mazigh et Madghis Buzakhar :

1. Malgré le paradoxe de la situation intérieure chaotique, ferez-vous appel aux autorités libyennes pour qu'elles libèrent les frères Buzakhar et le chanteur Ashini ?
2. Dans vos relations avec les pays tiers et dans le cadre du renouvellement des accords commerciaux, pourriez-vous inclure explicitement la référence à la protection des minorités (linguistiques, religieuses et culturelles) et au respect des droits de l'homme ?

Divers internautes originaires originaires du monde berbère, militants berbères et médias berbères ont exprimé sur les réseaux sociaux leur soutien au chanteur et leur mécontentement et indignation face à cette affaire, dénonçant un panarabisme discriminatoire berbérophobe et appelant à libérer l'artiste,,,.
Cette affaire a eu pour effet de mettre en lumière la discrimination et l'oppression subies par les artistes berbères et les populations berbérophones en général en Libye et l'atteinte à la liberté d'expression dans le pays.
L'affaire ayant touché Abdellah Achini est notamment mentionnée dans l'un des livres de l'historien berbérisant Bernard Lugan sur l'histoire des Berbères. Lugan mentionne le nom d'Abdellah Achini dans trois de ses oeuvres : Histoire de la Libye : des origines à nos jours, Histoire des Berbères : des origines à nos jours, et Histoire de l'Afrique du Nord, des origines à nos jours.

## Discographie

### Tamagit (album)
- Yemma - يما[18]
- Taḍsa fell-aneɣ tamda (tadsa fell-anegh tamda) -  تضصا فلانغ تمدا
- Amusnaw/msnaw/amesnaw - امسناو

### Tagrawla Tamazight (album)
- Anilid انبليد[18]
- Abrid n tilelli - آبريد ن تللي

- Edrfan
- Tɛayadc (T3ayadch)
- Neknim
- Esɛlay (Es3lay)
- Libya

### Autre
- Amezruy nneɣ (amezruy nnegh) - امزروي نغ
- Illul - ايلول
- Alf itmedurt - ألف يتمدورت
- Aɣyul (aghyul) - اغيول
- Azul - ازول
- Abrid - آبريد
- Adu n Tagrawla
- Tamaziɣt (Tamazight)